# Tianji
Tianji (chiń. 恬吉) – chińska kanonierka o napędzie bocznokołowym wodowana w 1868, pierwszy okręt o napędzie parowym zaprojektowany i zbudowany w Chinach.
„Tianji” nie był pierwszym chińskim parowcem, ale wcześniejsze konstrukcje były w całości lub częściowo zamawiane za granicą.  W chińskich stoczniach zazwyczaj budowano tylko kadłub, a kocioł i maszynę parową importowano lub kupowano w fabrykach nie należących do Chińczyków.  „Tianji” został w całości zaprojektowany w Chinach, ale już w czasie jego konstrukcji zrezygnowano z budowy nowej maszyny parowej i zakupiono używaną, którą wyremontowano przed jej instalacją na okręcie. Wybudowany w stoczni Jiangnan w Szanghaju, „Tianji” został wodowany pod koniec (pomiędzy 18 a 27) lipca 1868.  Nazwa okrętu, znacząca w języku chińskim „spokojny i pomyślny”,  została wybrana jako dobra wróżba zarówno dla okrętu, jak i dla macierzystej stoczni.
Okręt służył jako kanonierka na rzece Jangcy.
„Tianji” odegrał epizodyczną rolę po tzw. zamieszkach w Yangzhou (1868).  W dniach 22-23 lipca w Yangzhou wybuchły zamieszki wywołane kontrowersyjną, i według niektórych, nielegalną obecnością angielskich misjonarzy.  Misjonarze zostali zmuszeni do opuszczenia miasta, brytyjski konsul Walter Henry Medhurst rozkazał kilku brytyjskim okrętom udanie się do Nankinu, gdzie w typowym spektaklu tzw. „dyplomacji kanonierek” wymusił na gubernatorze prowincji Zeng Guofanie ustępstwa i przeprosiny.  W czasie „negocjacji” z Zeng Guofanem brytyjskie okręty trzymały „Tianji” i jego załogę jako zakładników.
Najprawdopodobniej został wycofany ze służby ok. 1902, kiedy zongdu (gubernator generalny) prowincji Jiangsu, Jiangxi i Anhui Liu Kunyi rozpoczął modernizację floty i nakazał sprzedaż wszystkich przestarzałych jednostek.